# U-86 (1941)
U-86 — средняя немецкая подводная лодка типа VIIB времён Второй мировой войны.

## История
Заказ на постройку субмарины был отдан 9 июня 1938 года. Лодка была заложена 20 января 1940 года на верфи Флендер-Верке, Любек, под строительным номером 282, спущена на воду 10 мая 1941 года. Лодка вошла в строй 8 июля 1941 года под командованием оберлейтенанта Вальтера Шуга.

### Флотилии
- 8 июля 1941 года — 31 августа 1941 года — 5-я флотилия (учебная)
- 1 сентября 1941 года — 30 ноября 1941 года — 1-я флотилия (учебная)
- 1 декабря 1941 года — 29 ноября 1943 года — 1-я флотилия

### История службы
Лодка совершила 7 боевых походов. Потопила 3 судна суммарным водоизмещением 9 614 брт и повредила одно судно водоизмещением 8 627 брт.
Потоплена 29 ноября 1943 года к востоку от Азорских островов, в районе с координатами 40°52′ с. ш. 18°54′ з. д. глубинными бомбами с британских эсминцев HMS Tumult и HMS Rocket. 50 погибших (весь экипаж).
В последний раз U-86 вышла на связь 28 ноября 1943 года, во время атаки на объединённые конвои MKS-31/SL-140 в районе с координатами 39°40′ с. ш. 17°10′ з. д.. Лодке было приказано действовать в составе волчьих стай Weddigen и Coronel в восточной части Северной Атлантики. 14 декабря она была помечена как пропавшая без вести после того, как её выхода на связь не дождались.
До января 2005 года историки считали, что U-86 была потоплена 29 ноября 1943 года в районе с координатами 39°33′ с. ш. 19°01′ з. д. глубинными бомбами с самолёта из авиагруппы эскортного авианосца USS Bogue. На самом деле той атаке подверглась U-764, ускользнувшая неповреждённой.

### Волчьи стаи
U-86 входила в состав следующих «волчьих стай»:
- Wolf 13 июля — 21 июля 1942
- Westwall 25 ноября — 25 декабря 1942
- Neuland 6 марта — 12 марта 1943
- Dranger 14 марта — 20 марта 1943
- Seewolf 25 марта — 30 марта 1943

## Потопленные суда
| Дата                    | Тип            | Принадлежность | Дата           | Тоннаж (БРТ) | Груз                                                                                     | Судьба    | Место                     |
| Toorak                  | танкер         | Великобритания | 16 января 1942 | 8 627        | в балласте                                                                               | поврежден | 47°54′ с. ш. 52°11′ з. д. |
| Dimitrios G. Thermiotis | грузовое судно | Греция         | 18 января 1942 | 4 271        | 6146 тонн генерального груза                                                             | потоплен  | 51°00′ с. ш. 62°00′ з. д. |
| Wawaloam                | парусное судно | США            | 6 августа 1942 | 342          | 700 бочек мелассы                                                                        | потоплен  | 39°18′ с. ш. 55°44′ з. д. |
| Brant County            | грузовое судно | Норвегия       | 1 марта 1943   | 5 001        | 5330 тонн генерального груза, в большинстве состоящего из карбида и 670 тонн боеприпасов | потоплен  | 52°05′ с. ш. 27°35′ з. д. |